# Eugenio Bennato
Eugenio Bennato (Napoli, 16 marzo 1948) è un cantautore, musicista e polistrumentista italiano.
Fa parte della scuola di cantautori napoletana assieme ai due fratelli Edoardo e Giorgio, a Pino Daniele, Tony Esposito, Alan Sorrenti, James Senese ed altri. 

## Biografia
Figlio di Carlo Bennato e Adele Zito, laureato in fisica, è uno dei fondatori della Nuova Compagnia di Canto Popolare (1967) e dei Musicanova (1976) insieme a Carlo D'Angiò. È autore di diverse colonne sonore tra cui quella dello sceneggiato televisivo L'eredità della priora (1980), tratto dall'omonimo romanzo di Carlo Alianello, e La stanza dello scirocco, per la quale vinse nel 1999 il Nastro d'argento per la miglior colonna sonora. Ottiene due successi commerciali nel 1986 con il brano Sole sole (presente anche nella colonna sonora del film Rimini Rimini) e, soprattutto, nel 1989 con Le città di mare, cantata in coppia con il fratello Edoardo.
Nel 1990 partecipa al Festival di Sanremo assieme a Tony Esposito con Novecento aufwiedersehen. Successivamente torna alla sperimentazione e la ricerca nel campo della musica popolare del sud abbandonando per qualche anno le ribalte nazionalpopolari. Nel 1998 fonda il movimento Taranta Power con l'intento di promuovere la Taranta attraverso musica, cinema e teatro.
Nel 1999 esce l'album omonimo: Taranta power. Compie una tournée internazionale lo stesso anno (chiamata Taranta Power) nell'est Europa: Belgrado, Sarajevo, Ragusa, Tallinn, Varsavia, Praga, Pristina, Skopje.

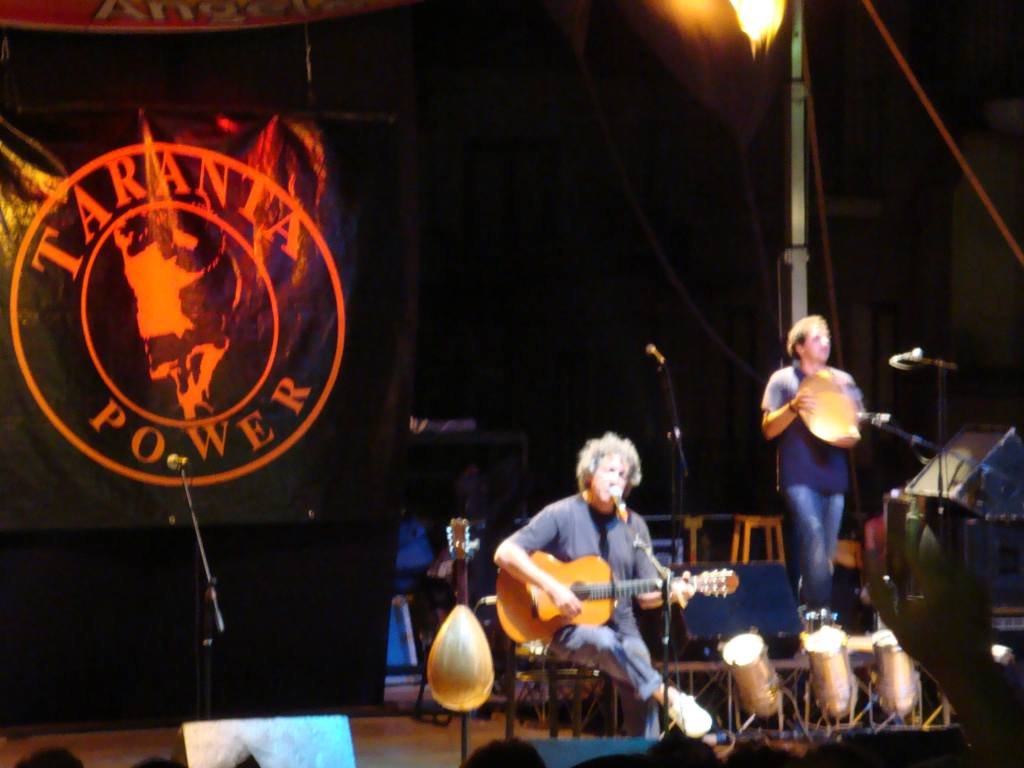
Eugenio Bennato alla Taranta Power (Caulonia 2007)

Tra il 2000 e il 2001 pubblica: Lezioni di tarantella e Tarantella del Gargano, raccolte di tarantella meridionale. Nello stesso periodo inizia la tournée italiana Lezioni di tarantella. Anche in questi anni effettua una tournée all'estero: Marocco, Tunisia, Canada, Australia, Argentina, U.S.A., Spagna, Francia e Algeria. In quell'anno fonda a Bologna la "Scuola di Tarantella e danze popolari del Mediterraneo", prima scuola in Italia con lo scopo di recuperare, studiare e divulgare i balli popolari del sud Italia.

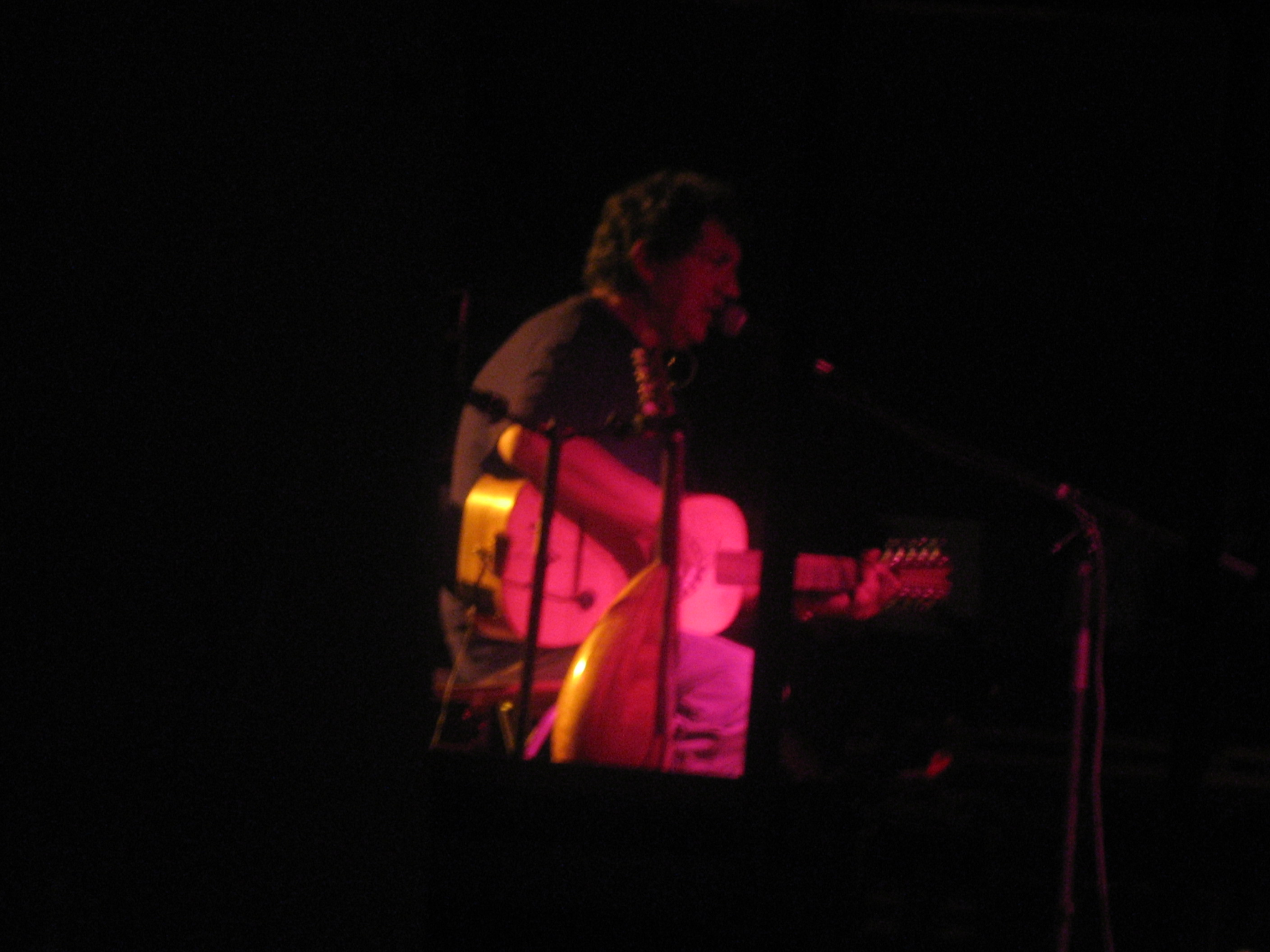
Bennato in concerto a Cascina Monluè a Milano nel 2007

Nel giugno 2002 esce l'album Che il Mediterraneo sia. Parte così per una tournée internazionale nell'estate 2002 conclusasi in Egitto nel 2004 al Festival del Cinema egiziano all'Opera del Cairo. Partecipando anche al Festival de Brugges in Belgio, al Festival di Norimberga in Germania, al Festival di Salamanca e Villanova in Spagna, il B.B.C. Chappel Union in Gran Bretagna, Festival du vent in Corsica e al Roman Forum di Shanghai in Cina.

Eugenio Bennato e suo fratello Edoardo hanno realizzato la colonna sonora del cartone animato Totò Sapore e la magica storia della pizza, uscito nel Natale del 2003. Questo diede luce al musical Pizza story con una tournée italiana nell'estate 2004. Eugenio ha partecipato alla creazione delle musiche de Il padre delle spose, film andato in onda su Rai 1 il 20 novembre 2006. Eugenio ha insegnato nel 2006 al Laboratorio di Etnomusicologia presso l'Università degli studi Suor Orsola Benincasa di Napoli. Il 20 aprile 2007 è uscito l'album dal titolo Sponda sud, interamente composto da brani inediti. Ha collaborato, inoltre, al disco Evoluzione dei Demonilla. In merito a Sponda sud Bennato ha dichiarato:
Torna al Festival di Sanremo 2008 con il brano Grande Sud, piazzandosi al decimo posto. Nel 2009, durante una trasmissione radio, si è dichiarato favorevole all'esperanto, la lingua ausiliaria internazionale neutra per evitare la scomparsa delle lingue e dialetti delle varie nazioni sotto il peso dell'inglese. Nel 2011 pubblica l'album Questione meridionale. Nel settembre 2011 ha ricevuto il premio artistico culturale e musicale Armando Gill. Del 2015 è Canzoni di contrabbando, in cui reinterpreta sue canzoni già pubblicate; l'album contiene anche un inedito.
Il 20 ottobre 2017 esce il suo ultimo lavoro dal titolo "Da che Sud è Sud". Sempre nel 2017 scrive “Qualcuno sulla terra – canzoni inedite sulla natività”, un corale a sei voci e con la partecipazione di Pietra Montecorvino e delle Voci del Sud, rappresentato in ambienti ecclesiastici in occasioni delle festività religiose. Ne fa seguito un tour teatrale in tutt' Italia e sei prestigiose date nelle maggiori capitali nordafricane: Rabat, Cairo, Tunisi, Algeri, Orano, Tangeri (marzo 2018).
Il 1º settembre 2018 riceve a Bisignano, in provincia di Cosenza, la cittadinanza onoraria, in quanto identificato come "uno dei cantautori che più ha contribuito alla diffusione nel mondo dell’arte liutaia della chitarra battente”, tradizione molto antica della cittadina cratese portata avanti dalla famiglia De Bonis. È invitato dal Parlamento Europeo di Bruxelles a suonare in occasione della giornata dedicata ai diritti umani (novembre 2018). Il 1º dicembre 2018 festeggia i vent’anni di Taranta Power con un grande festival in piazza del Plebiscito, Napoli, con ospiti i grandi maestri della Taranta e tre grandi voci femminili del sud a reinterpretare brani popolari: Arisa, Dolcenera, Pietra Montecorvino. L’Istituto Italiano di Cultura di Colonia ha organizzato, in collaborazione con WDR-Cosmo per i 60 anni del programma italiano, il concerto di Eugenio Bennato e Taranta Power, che si è tenuto il 28 aprile 2022 presso la Großer Sendesaal im Funkhaus della WDR.

## Studi

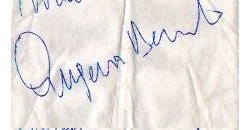
Firma di Eugenio Bennato

Eugenio Bennato ha conseguito la laurea in fisica presso l'Università degli Studi di Napoli "Federico II". Dopo la parentesi con la Nuova Compagnia di Canto Popolare svolge un apprendistato al seguito di Andrea Sacco e la sua chitarra battente, di seguito nel 1976 costituisce il suo nuovo gruppo, i Musicanova, e pubblica Garofano d'ammore il suo primo LP (Philips), in cui con un ispirato Carlo D'Angiò omaggia la musica di Carpino (Italia) riproponendone i tre stili:
- Montanara, traccia 2 del Lato A
- Rodianella, traccia 4 del Lato A
- Viestesana, traccia 2 del Lato B

Eugenio Bennato a questo punto parte per un lungo tour che lo porterà in tutte le piazze italiane e all'estero.

## Discografia

### Con la Nuova Compagnia di Canto Popolare
Album in studio
- 1971 - Nuova Compagnia di Canto Popolare (Rare, RAR LP 55011; ristampato nel 1975 dalla Dischi Ricordi con il titolo cambiato in Lo Guarracino, SMRL 6151)
- 1972 - Nuova Compagnia di Canto Popolare (Rare, RAR LP 55015/55016; album doppio, ristampato nel 1976 dalla Dischi Ricordi nella serie Orizzonte diviso in due album separati ed intitolati Cicerenella, SMRL 6152 e La serpe a Carolina, SMRL 6153)
- 1973 - Nuova Compagnia di Canto Popolare (EMI Italiana, 3C064-17900)
- 1974 - Li sarracini adorano lu sole (EMI, 3C064-18026)
- 1975 -  Tarantella ca nun va 'bbona (EMI, 3C064-18133)

### Con i Musicanova
Album in studio
- 1976 - Garofano d'ammore (Philips)
- 1978 - Musicanova (Philips)
- 1979 - Quanno turnammo a nascere (Canzoni sulle quattro stagioni di Eugenio Bennato e Carlo d'Angiò) (Philips)
- 1981 - Festa festa (Fonit Cetra)

Colonne sonore
- 1980 - Brigante se more (Philips) (dallo sceneggiato televisivo L'eredità della priora di Anton Giulio Majano)

### Da solista
Album in studio
- 1983 - Eugenio Bennato (CGD)
- 1986 - Eughenes (Bubble Record, BLULP 1823)
- 1989 - Le città di mare (Bubble Record, BLULP 1830)
- 1990 - Novecento, auf Wiedersehen (Bubble Record, BLULP 1832)
- 1997 - Mille e una notte fa
- 1999 - Taranta Power
- 2002 - Che il Mediterraneo sia
- 2004 - Da lontano
- 2007 - Sponda sud
- 2008 - Grande sud
- 2011 - Questione meridionale
- 2017 - Da che sud è sud
- 2020 - Qualcuno sulla terra (con Le Voci del Sud)

Raccolte
- 2000 - Lezioni di tarantella
- 2010 - Eugenio Bennato collection
- 2016 - Canzoni di contrabbando

Colonne sonore
- 1982 - Domani si balla! di Maurizio Nichetti
- 1984 - Dulcinea (con Carlo D'Angiò) dal film Don Chisciotte di Maurizio Scaparro
- 1989 - Cavalli si nasce (con Carlo D'Angiò) dall'omonimo film di Sergio Staino
- 1989 - La sposa di San Paolo di Gabriella Rosaleva, musiche di Carlo D'Angiò ed Eugenio Bennato
- 1993 - Teste rasate di Claudio Fragasso
- 1998 - La stanza dello scirocco di Maurizio Sciarra
- 2003 - Totò Sapore e la magica storia della pizza (con Edoardo Bennato)
- 2006 - Il padre delle spose film TV di Lodovico Gasparini

## Filmografia
Attore
- Amami, regia di Bruno Colella (1992)

## Premi e riconoscimenti
- Ciak d'oro
  - 1989 - Migliore colonna sonora con Carlo D'Angiò per Cavalli si nasce[8]

- Premio Lunezia (2008) - per il valore musical-letterario dell'album "Grande Sud", ritira il trofeo scultoreo a Marina di Carrara il 23 luglio.

- Premio Gatta Cennerentola - 25 maggio 2019: istituito ed assegnato dalla omonima associazione a Bracigliano in provincia di Salerno "in quanto artista precursore della riscoperta valorizzazione, promozione e salvaguardia delle identità culturali che affondano le loro radici nella storia e nella tradizione popolare italiana. Primo ambasciatore dei valori del Mediterraneo: luogo di incontro di popoli e di marinai, fortezza senza porte, anima di scambi e di reciproco rispetto, ponte verso i popoli".